# Liste der Brauereien von Anheuser-Busch InBev
Diese Liste zeigt alle Brauereien des AB-InBev-Konzerns auf. Brauereien, die nicht mehr im Besitz von AB-InBev sind, sind in Klammern angegeben.

## Fusions-Geschichte
|  | Brouwerij Artois (Gründung 1366, Fusion 1988) |
|  |                                               |
|  | Piedboeuf Brewery (Fusion 1988 – Belgien)     |
|  |                                               |

|  | Labatt Brewing Company (Gründung 1847, Übernahme 1995 – Kanada)   |
|  |                                                                   |
|  | Lakeport Brewing Company (Gründung 1992, Übernahme 2007 – Kanada) |
|  |                                                                   |

|  | Brouwerij Artois (Gründung 1366, Fusion 1988) |
|  |                                               |
|  | Piedboeuf Brewery (Fusion 1988 – Belgien)     |
|  |                                               |

|  | Labatt Brewing Company (Gründung 1847, Übernahme 1995 – Kanada)   |
|  |                                                                   |
|  | Lakeport Brewing Company (Gründung 1992, Übernahme 2007 – Kanada) |
|  |                                                                   |

| AmBev (Formierung 1999)                         | \| \| Brahma (Fusion 1999 – Brasilien) \| \| \| \| \| \| Companhia Antarctica Paulista (Fusion 1999 – Brasilien) \| \| \| \| |
|                                                 | \| \| Brahma (Fusion 1999 – Brasilien) \| \| \| \| \| \| Companhia Antarctica Paulista (Fusion 1999 – Brasilien) \| \| \| \| |
|                                                 | Cerveza Quilmes (Übernahme 2006 – Argentinien)                                                                               |
|                                                 | |
|                                                 | Cervecería Nacional Dominicana (Übernahme 2012 – Dominikanische Rep.)                                                        |
| Vorlage:Klade/Wartung/3 Vorlage:Klade/Wartung/4 | |
|                                                 | Brahma (Fusion 1999 – Brasilien)                                                                                             |
|                                                 | |
|                                                 | Companhia Antarctica Paulista (Fusion 1999 – Brasilien)                                                                      |
|                                                 | |

|  | Brahma (Fusion 1999 – Brasilien)                        |
|  |                                                         |
|  | Companhia Antarctica Paulista (Fusion 1999 – Brasilien) |
|  |                                                         |

|  | Brouwerij Artois (Gründung 1366, Fusion 1988) |
|  |                                               |
|  | Piedboeuf Brewery (Fusion 1988 – Belgien)     |
|  |                                               |

|  | Labatt Brewing Company (Gründung 1847, Übernahme 1995 – Kanada)   |
|  |                                                                   |
|  | Lakeport Brewing Company (Gründung 1992, Übernahme 2007 – Kanada) |
|  |                                                                   |

|  | Brouwerij Artois (Gründung 1366, Fusion 1988) |
|  |                                               |
|  | Piedboeuf Brewery (Fusion 1988 – Belgien)     |
|  |                                               |

|  | Labatt Brewing Company (Gründung 1847, Übernahme 1995 – Kanada)   |
|  |                                                                   |
|  | Lakeport Brewing Company (Gründung 1992, Übernahme 2007 – Kanada) |
|  |                                                                   |

| AmBev (Formierung 1999)                         | \| \| Brahma (Fusion 1999 – Brasilien) \| \| \| \| \| \| Companhia Antarctica Paulista (Fusion 1999 – Brasilien) \| \| \| \| |
|                                                 | \| \| Brahma (Fusion 1999 – Brasilien) \| \| \| \| \| \| Companhia Antarctica Paulista (Fusion 1999 – Brasilien) \| \| \| \| |
|                                                 | Cerveza Quilmes (Übernahme 2006 – Argentinien)                                                                               |
|                                                 | |
|                                                 | Cervecería Nacional Dominicana (Übernahme 2012 – Dominikanische Rep.)                                                        |
| Vorlage:Klade/Wartung/3 Vorlage:Klade/Wartung/4 | |
|                                                 | Brahma (Fusion 1999 – Brasilien)                                                                                             |
|                                                 | |
|                                                 | Companhia Antarctica Paulista (Fusion 1999 – Brasilien)                                                                      |
|                                                 | |

|  | Brahma (Fusion 1999 – Brasilien)                        |
|  |                                                         |
|  | Companhia Antarctica Paulista (Fusion 1999 – Brasilien) |
|  |                                                         |

|  | Harbin Brewery (China)                                 |
|  |                                                        |
|  | \| \| Anheuser-Busch (Gründung 1852 – USA) \| \| \| \| |
|  |                                                        |
|  | Anheuser-Busch (Gründung 1852 – USA)                   |
|  |                                                        |

|  | Anheuser-Busch (Gründung 1852 – USA) |
|  |                                      |

|  | Brouwerij Artois (Gründung 1366, Fusion 1988) |
|  |                                               |
|  | Piedboeuf Brewery (Fusion 1988 – Belgien)     |
|  |                                               |

|  | Labatt Brewing Company (Gründung 1847, Übernahme 1995 – Kanada)   |
|  |                                                                   |
|  | Lakeport Brewing Company (Gründung 1992, Übernahme 2007 – Kanada) |
|  |                                                                   |

|  | Brouwerij Artois (Gründung 1366, Fusion 1988) |
|  |                                               |
|  | Piedboeuf Brewery (Fusion 1988 – Belgien)     |
|  |                                               |

|  | Labatt Brewing Company (Gründung 1847, Übernahme 1995 – Kanada)   |
|  |                                                                   |
|  | Lakeport Brewing Company (Gründung 1992, Übernahme 2007 – Kanada) |
|  |                                                                   |

| AmBev (Formierung 1999)                         | \| \| Brahma (Fusion 1999 – Brasilien) \| \| \| \| \| \| Companhia Antarctica Paulista (Fusion 1999 – Brasilien) \| \| \| \| |
|                                                 | \| \| Brahma (Fusion 1999 – Brasilien) \| \| \| \| \| \| Companhia Antarctica Paulista (Fusion 1999 – Brasilien) \| \| \| \| |
|                                                 | Cerveza Quilmes (Übernahme 2006 – Argentinien)                                                                               |
|                                                 | |
|                                                 | Cervecería Nacional Dominicana (Übernahme 2012 – Dominikanische Rep.)                                                        |
| Vorlage:Klade/Wartung/3 Vorlage:Klade/Wartung/4 | |
|                                                 | Brahma (Fusion 1999 – Brasilien)                                                                                             |
|                                                 | |
|                                                 | Companhia Antarctica Paulista (Fusion 1999 – Brasilien)                                                                      |
|                                                 | |

|  | Brahma (Fusion 1999 – Brasilien)                        |
|  |                                                         |
|  | Companhia Antarctica Paulista (Fusion 1999 – Brasilien) |
|  |                                                         |

|  | Brouwerij Artois (Gründung 1366, Fusion 1988) |
|  |                                               |
|  | Piedboeuf Brewery (Fusion 1988 – Belgien)     |
|  |                                               |

|  | Labatt Brewing Company (Gründung 1847, Übernahme 1995 – Kanada)   |
|  |                                                                   |
|  | Lakeport Brewing Company (Gründung 1992, Übernahme 2007 – Kanada) |
|  |                                                                   |

|  | Brouwerij Artois (Gründung 1366, Fusion 1988) |
|  |                                               |
|  | Piedboeuf Brewery (Fusion 1988 – Belgien)     |
|  |                                               |

|  | Labatt Brewing Company (Gründung 1847, Übernahme 1995 – Kanada)   |
|  |                                                                   |
|  | Lakeport Brewing Company (Gründung 1992, Übernahme 2007 – Kanada) |
|  |                                                                   |

| AmBev (Formierung 1999)                         | \| \| Brahma (Fusion 1999 – Brasilien) \| \| \| \| \| \| Companhia Antarctica Paulista (Fusion 1999 – Brasilien) \| \| \| \| |
|                                                 | \| \| Brahma (Fusion 1999 – Brasilien) \| \| \| \| \| \| Companhia Antarctica Paulista (Fusion 1999 – Brasilien) \| \| \| \| |
|                                                 | Cerveza Quilmes (Übernahme 2006 – Argentinien)                                                                               |
|                                                 | |
|                                                 | Cervecería Nacional Dominicana (Übernahme 2012 – Dominikanische Rep.)                                                        |
| Vorlage:Klade/Wartung/3 Vorlage:Klade/Wartung/4 | |
|                                                 | Brahma (Fusion 1999 – Brasilien)                                                                                             |
|                                                 | |
|                                                 | Companhia Antarctica Paulista (Fusion 1999 – Brasilien)                                                                      |
|                                                 | |

|  | Brahma (Fusion 1999 – Brasilien)                        |
|  |                                                         |
|  | Companhia Antarctica Paulista (Fusion 1999 – Brasilien) |
|  |                                                         |

|  | Harbin Brewery (China)                                 |
|  |                                                        |
|  | \| \| Anheuser-Busch (Gründung 1852 – USA) \| \| \| \| |
|  |                                                        |
|  | Anheuser-Busch (Gründung 1852 – USA)                   |
|  |                                                        |

|  | Anheuser-Busch (Gründung 1852 – USA) |
|  |                                      |

|  | Brouwerij Artois (Gründung 1366, Fusion 1988) |
|  |                                               |
|  | Piedboeuf Brewery (Fusion 1988 – Belgien)     |
|  |                                               |

|  | Labatt Brewing Company (Gründung 1847, Übernahme 1995 – Kanada)   |
|  |                                                                   |
|  | Lakeport Brewing Company (Gründung 1992, Übernahme 2007 – Kanada) |
|  |                                                                   |

|  | Brouwerij Artois (Gründung 1366, Fusion 1988) |
|  |                                               |
|  | Piedboeuf Brewery (Fusion 1988 – Belgien)     |
|  |                                               |

|  | Labatt Brewing Company (Gründung 1847, Übernahme 1995 – Kanada)   |
|  |                                                                   |
|  | Lakeport Brewing Company (Gründung 1992, Übernahme 2007 – Kanada) |
|  |                                                                   |

| AmBev (Formierung 1999)                         | \| \| Brahma (Fusion 1999 – Brasilien) \| \| \| \| \| \| Companhia Antarctica Paulista (Fusion 1999 – Brasilien) \| \| \| \| |
|                                                 | \| \| Brahma (Fusion 1999 – Brasilien) \| \| \| \| \| \| Companhia Antarctica Paulista (Fusion 1999 – Brasilien) \| \| \| \| |
|                                                 | Cerveza Quilmes (Übernahme 2006 – Argentinien)                                                                               |
|                                                 | |
|                                                 | Cervecería Nacional Dominicana (Übernahme 2012 – Dominikanische Rep.)                                                        |
| Vorlage:Klade/Wartung/3 Vorlage:Klade/Wartung/4 | |
|                                                 | Brahma (Fusion 1999 – Brasilien)                                                                                             |
|                                                 | |
|                                                 | Companhia Antarctica Paulista (Fusion 1999 – Brasilien)                                                                      |
|                                                 | |

|  | Brahma (Fusion 1999 – Brasilien)                        |
|  |                                                         |
|  | Companhia Antarctica Paulista (Fusion 1999 – Brasilien) |
|  |                                                         |

|  | Brouwerij Artois (Gründung 1366, Fusion 1988) |
|  |                                               |
|  | Piedboeuf Brewery (Fusion 1988 – Belgien)     |
|  |                                               |

|  | Labatt Brewing Company (Gründung 1847, Übernahme 1995 – Kanada)   |
|  |                                                                   |
|  | Lakeport Brewing Company (Gründung 1992, Übernahme 2007 – Kanada) |
|  |                                                                   |

|  | Brouwerij Artois (Gründung 1366, Fusion 1988) |
|  |                                               |
|  | Piedboeuf Brewery (Fusion 1988 – Belgien)     |
|  |                                               |

|  | Labatt Brewing Company (Gründung 1847, Übernahme 1995 – Kanada)   |
|  |                                                                   |
|  | Lakeport Brewing Company (Gründung 1992, Übernahme 2007 – Kanada) |
|  |                                                                   |

| AmBev (Formierung 1999)                         | \| \| Brahma (Fusion 1999 – Brasilien) \| \| \| \| \| \| Companhia Antarctica Paulista (Fusion 1999 – Brasilien) \| \| \| \| |
|                                                 | \| \| Brahma (Fusion 1999 – Brasilien) \| \| \| \| \| \| Companhia Antarctica Paulista (Fusion 1999 – Brasilien) \| \| \| \| |
|                                                 | Cerveza Quilmes (Übernahme 2006 – Argentinien)                                                                               |
|                                                 | |
|                                                 | Cervecería Nacional Dominicana (Übernahme 2012 – Dominikanische Rep.)                                                        |
| Vorlage:Klade/Wartung/3 Vorlage:Klade/Wartung/4 | |
|                                                 | Brahma (Fusion 1999 – Brasilien)                                                                                             |
|                                                 | |
|                                                 | Companhia Antarctica Paulista (Fusion 1999 – Brasilien)                                                                      |
|                                                 | |

|  | Brahma (Fusion 1999 – Brasilien)                        |
|  |                                                         |
|  | Companhia Antarctica Paulista (Fusion 1999 – Brasilien) |
|  |                                                         |

|  | Harbin Brewery (China)                                 |
|  |                                                        |
|  | \| \| Anheuser-Busch (Gründung 1852 – USA) \| \| \| \| |
|  |                                                        |
|  | Anheuser-Busch (Gründung 1852 – USA)                   |
|  |                                                        |

|  | Anheuser-Busch (Gründung 1852 – USA) |
|  |                                      |

|  | Brouwerij Artois (Gründung 1366, Fusion 1988) |
|  |                                               |
|  | Piedboeuf Brewery (Fusion 1988 – Belgien)     |
|  |                                               |

|  | Labatt Brewing Company (Gründung 1847, Übernahme 1995 – Kanada)   |
|  |                                                                   |
|  | Lakeport Brewing Company (Gründung 1992, Übernahme 2007 – Kanada) |
|  |                                                                   |

|  | Brouwerij Artois (Gründung 1366, Fusion 1988) |
|  |                                               |
|  | Piedboeuf Brewery (Fusion 1988 – Belgien)     |
|  |                                               |

|  | Labatt Brewing Company (Gründung 1847, Übernahme 1995 – Kanada)   |
|  |                                                                   |
|  | Lakeport Brewing Company (Gründung 1992, Übernahme 2007 – Kanada) |
|  |                                                                   |

| AmBev (Formierung 1999)                         | \| \| Brahma (Fusion 1999 – Brasilien) \| \| \| \| \| \| Companhia Antarctica Paulista (Fusion 1999 – Brasilien) \| \| \| \| |
|                                                 | \| \| Brahma (Fusion 1999 – Brasilien) \| \| \| \| \| \| Companhia Antarctica Paulista (Fusion 1999 – Brasilien) \| \| \| \| |
|                                                 | Cerveza Quilmes (Übernahme 2006 – Argentinien)                                                                               |
|                                                 | |
|                                                 | Cervecería Nacional Dominicana (Übernahme 2012 – Dominikanische Rep.)                                                        |
| Vorlage:Klade/Wartung/3 Vorlage:Klade/Wartung/4 | |
|                                                 | Brahma (Fusion 1999 – Brasilien)                                                                                             |
|                                                 | |
|                                                 | Companhia Antarctica Paulista (Fusion 1999 – Brasilien)                                                                      |
|                                                 | |

|  | Brahma (Fusion 1999 – Brasilien)                        |
|  |                                                         |
|  | Companhia Antarctica Paulista (Fusion 1999 – Brasilien) |
|  |                                                         |

|  | Brouwerij Artois (Gründung 1366, Fusion 1988) |
|  |                                               |
|  | Piedboeuf Brewery (Fusion 1988 – Belgien)     |
|  |                                               |

|  | Labatt Brewing Company (Gründung 1847, Übernahme 1995 – Kanada)   |
|  |                                                                   |
|  | Lakeport Brewing Company (Gründung 1992, Übernahme 2007 – Kanada) |
|  |                                                                   |

|  | Brouwerij Artois (Gründung 1366, Fusion 1988) |
|  |                                               |
|  | Piedboeuf Brewery (Fusion 1988 – Belgien)     |
|  |                                               |

|  | Labatt Brewing Company (Gründung 1847, Übernahme 1995 – Kanada)   |
|  |                                                                   |
|  | Lakeport Brewing Company (Gründung 1992, Übernahme 2007 – Kanada) |
|  |                                                                   |

| AmBev (Formierung 1999)                         | \| \| Brahma (Fusion 1999 – Brasilien) \| \| \| \| \| \| Companhia Antarctica Paulista (Fusion 1999 – Brasilien) \| \| \| \| |
|                                                 | \| \| Brahma (Fusion 1999 – Brasilien) \| \| \| \| \| \| Companhia Antarctica Paulista (Fusion 1999 – Brasilien) \| \| \| \| |
|                                                 | Cerveza Quilmes (Übernahme 2006 – Argentinien)                                                                               |
|                                                 | |
|                                                 | Cervecería Nacional Dominicana (Übernahme 2012 – Dominikanische Rep.)                                                        |
| Vorlage:Klade/Wartung/3 Vorlage:Klade/Wartung/4 | |
|                                                 | Brahma (Fusion 1999 – Brasilien)                                                                                             |
|                                                 | |
|                                                 | Companhia Antarctica Paulista (Fusion 1999 – Brasilien)                                                                      |
|                                                 | |

|  | Brahma (Fusion 1999 – Brasilien)                        |
|  |                                                         |
|  | Companhia Antarctica Paulista (Fusion 1999 – Brasilien) |
|  |                                                         |

|  | Harbin Brewery (China)                                 |
|  |                                                        |
|  | \| \| Anheuser-Busch (Gründung 1852 – USA) \| \| \| \| |
|  |                                                        |
|  | Anheuser-Busch (Gründung 1852 – USA)                   |
|  |                                                        |

|  | Anheuser-Busch (Gründung 1852 – USA) |
|  |                                      |

|  | \| \| South African Breweries (Übernahme 1947) \| \| \| \| |
|  |                                                            |
|  | Miller Brewing Company (Übernahme 2002)                    |
|  |                                                            |
|  | South African Breweries (Übernahme 1947)                   |
|  |                                                            |

|  | South African Breweries (Übernahme 1947) |
|  |                                          |

|  | \| \| South African Breweries (Übernahme 1947) \| \| \| \| |
|  |                                                            |
|  | Miller Brewing Company (Übernahme 2002)                    |
|  |                                                            |
|  | South African Breweries (Übernahme 1947)                   |
|  |                                                            |

|  | South African Breweries (Übernahme 1947) |
|  |                                          |

|  | \| \| South African Breweries (Übernahme 1947) \| \| \| \| |
|  |                                                            |
|  | Miller Brewing Company (Übernahme 2002)                    |
|  |                                                            |
|  | South African Breweries (Übernahme 1947)                   |
|  |                                                            |

|  | South African Breweries (Übernahme 1947) |
|  |                                          |

|  | \| \| South African Breweries (Übernahme 1947) \| \| \| \| |
|  |                                                            |
|  | Miller Brewing Company (Übernahme 2002)                    |
|  |                                                            |
|  | South African Breweries (Übernahme 1947)                   |
|  |                                                            |

|  | South African Breweries (Übernahme 1947) |
|  |                                          |

|  | \| \| South African Breweries (Übernahme 1947) \| \| \| \| |
|  |                                                            |
|  | Miller Brewing Company (Übernahme 2002)                    |
|  |                                                            |
|  | South African Breweries (Übernahme 1947)                   |
|  |                                                            |

|  | South African Breweries (Übernahme 1947) |
|  |                                          |

|  | \| \| South African Breweries (Übernahme 1947) \| \| \| \| |
|  |                                                            |
|  | Miller Brewing Company (Übernahme 2002)                    |
|  |                                                            |
|  | South African Breweries (Übernahme 1947)                   |
|  |                                                            |

|  | South African Breweries (Übernahme 1947) |
|  |                                          |

|  | \| \| South African Breweries (Übernahme 1947) \| \| \| \| |
|  |                                                            |
|  | Miller Brewing Company (Übernahme 2002)                    |
|  |                                                            |
|  | South African Breweries (Übernahme 1947)                   |
|  |                                                            |

|  | South African Breweries (Übernahme 1947) |
|  |                                          |

|  | \| \| South African Breweries (Übernahme 1947) \| \| \| \| |
|  |                                                            |
|  | Miller Brewing Company (Übernahme 2002)                    |
|  |                                                            |
|  | South African Breweries (Übernahme 1947)                   |
|  |                                                            |

|  | South African Breweries (Übernahme 1947) |
|  |                                          |

|  | Brouwerij Artois (Gründung 1366, Fusion 1988) |
|  |                                               |
|  | Piedboeuf Brewery (Fusion 1988 – Belgien)     |
|  |                                               |

|  | Labatt Brewing Company (Gründung 1847, Übernahme 1995 – Kanada)   |
|  |                                                                   |
|  | Lakeport Brewing Company (Gründung 1992, Übernahme 2007 – Kanada) |
|  |                                                                   |

|  | Brouwerij Artois (Gründung 1366, Fusion 1988) |
|  |                                               |
|  | Piedboeuf Brewery (Fusion 1988 – Belgien)     |
|  |                                               |

|  | Labatt Brewing Company (Gründung 1847, Übernahme 1995 – Kanada)   |
|  |                                                                   |
|  | Lakeport Brewing Company (Gründung 1992, Übernahme 2007 – Kanada) |
|  |                                                                   |

| AmBev (Formierung 1999)                         | \| \| Brahma (Fusion 1999 – Brasilien) \| \| \| \| \| \| Companhia Antarctica Paulista (Fusion 1999 – Brasilien) \| \| \| \| |
|                                                 | \| \| Brahma (Fusion 1999 – Brasilien) \| \| \| \| \| \| Companhia Antarctica Paulista (Fusion 1999 – Brasilien) \| \| \| \| |
|                                                 | Cerveza Quilmes (Übernahme 2006 – Argentinien)                                                                               |
|                                                 | |
|                                                 | Cervecería Nacional Dominicana (Übernahme 2012 – Dominikanische Rep.)                                                        |
| Vorlage:Klade/Wartung/3 Vorlage:Klade/Wartung/4 | |
|                                                 | Brahma (Fusion 1999 – Brasilien)                                                                                             |
|                                                 | |
|                                                 | Companhia Antarctica Paulista (Fusion 1999 – Brasilien)                                                                      |
|                                                 | |

|  | Brahma (Fusion 1999 – Brasilien)                        |
|  |                                                         |
|  | Companhia Antarctica Paulista (Fusion 1999 – Brasilien) |
|  |                                                         |

|  | Brouwerij Artois (Gründung 1366, Fusion 1988) |
|  |                                               |
|  | Piedboeuf Brewery (Fusion 1988 – Belgien)     |
|  |                                               |

|  | Labatt Brewing Company (Gründung 1847, Übernahme 1995 – Kanada)   |
|  |                                                                   |
|  | Lakeport Brewing Company (Gründung 1992, Übernahme 2007 – Kanada) |
|  |                                                                   |

|  | Brouwerij Artois (Gründung 1366, Fusion 1988) |
|  |                                               |
|  | Piedboeuf Brewery (Fusion 1988 – Belgien)     |
|  |                                               |

|  | Labatt Brewing Company (Gründung 1847, Übernahme 1995 – Kanada)   |
|  |                                                                   |
|  | Lakeport Brewing Company (Gründung 1992, Übernahme 2007 – Kanada) |
|  |                                                                   |

| AmBev (Formierung 1999)                         | \| \| Brahma (Fusion 1999 – Brasilien) \| \| \| \| \| \| Companhia Antarctica Paulista (Fusion 1999 – Brasilien) \| \| \| \| |
|                                                 | \| \| Brahma (Fusion 1999 – Brasilien) \| \| \| \| \| \| Companhia Antarctica Paulista (Fusion 1999 – Brasilien) \| \| \| \| |
|                                                 | Cerveza Quilmes (Übernahme 2006 – Argentinien)                                                                               |
|                                                 | |
|                                                 | Cervecería Nacional Dominicana (Übernahme 2012 – Dominikanische Rep.)                                                        |
| Vorlage:Klade/Wartung/3 Vorlage:Klade/Wartung/4 | |
|                                                 | Brahma (Fusion 1999 – Brasilien)                                                                                             |
|                                                 | |
|                                                 | Companhia Antarctica Paulista (Fusion 1999 – Brasilien)                                                                      |
|                                                 | |

|  | Brahma (Fusion 1999 – Brasilien)                        |
|  |                                                         |
|  | Companhia Antarctica Paulista (Fusion 1999 – Brasilien) |
|  |                                                         |

|  | Harbin Brewery (China)                                 |
|  |                                                        |
|  | \| \| Anheuser-Busch (Gründung 1852 – USA) \| \| \| \| |
|  |                                                        |
|  | Anheuser-Busch (Gründung 1852 – USA)                   |
|  |                                                        |

|  | Anheuser-Busch (Gründung 1852 – USA) |
|  |                                      |

|  | Brouwerij Artois (Gründung 1366, Fusion 1988) |
|  |                                               |
|  | Piedboeuf Brewery (Fusion 1988 – Belgien)     |
|  |                                               |

|  | Labatt Brewing Company (Gründung 1847, Übernahme 1995 – Kanada)   |
|  |                                                                   |
|  | Lakeport Brewing Company (Gründung 1992, Übernahme 2007 – Kanada) |
|  |                                                                   |

|  | Brouwerij Artois (Gründung 1366, Fusion 1988) |
|  |                                               |
|  | Piedboeuf Brewery (Fusion 1988 – Belgien)     |
|  |                                               |

|  | Labatt Brewing Company (Gründung 1847, Übernahme 1995 – Kanada)   |
|  |                                                                   |
|  | Lakeport Brewing Company (Gründung 1992, Übernahme 2007 – Kanada) |
|  |                                                                   |

| AmBev (Formierung 1999)                         | \| \| Brahma (Fusion 1999 – Brasilien) \| \| \| \| \| \| Companhia Antarctica Paulista (Fusion 1999 – Brasilien) \| \| \| \| |
|                                                 | \| \| Brahma (Fusion 1999 – Brasilien) \| \| \| \| \| \| Companhia Antarctica Paulista (Fusion 1999 – Brasilien) \| \| \| \| |
|                                                 | Cerveza Quilmes (Übernahme 2006 – Argentinien)                                                                               |
|                                                 | |
|                                                 | Cervecería Nacional Dominicana (Übernahme 2012 – Dominikanische Rep.)                                                        |
| Vorlage:Klade/Wartung/3 Vorlage:Klade/Wartung/4 | |
|                                                 | Brahma (Fusion 1999 – Brasilien)                                                                                             |
|                                                 | |
|                                                 | Companhia Antarctica Paulista (Fusion 1999 – Brasilien)                                                                      |
|                                                 | |

|  | Brahma (Fusion 1999 – Brasilien)                        |
|  |                                                         |
|  | Companhia Antarctica Paulista (Fusion 1999 – Brasilien) |
|  |                                                         |

|  | Brouwerij Artois (Gründung 1366, Fusion 1988) |
|  |                                               |
|  | Piedboeuf Brewery (Fusion 1988 – Belgien)     |
|  |                                               |

|  | Labatt Brewing Company (Gründung 1847, Übernahme 1995 – Kanada)   |
|  |                                                                   |
|  | Lakeport Brewing Company (Gründung 1992, Übernahme 2007 – Kanada) |
|  |                                                                   |

|  | Brouwerij Artois (Gründung 1366, Fusion 1988) |
|  |                                               |
|  | Piedboeuf Brewery (Fusion 1988 – Belgien)     |
|  |                                               |

|  | Labatt Brewing Company (Gründung 1847, Übernahme 1995 – Kanada)   |
|  |                                                                   |
|  | Lakeport Brewing Company (Gründung 1992, Übernahme 2007 – Kanada) |
|  |                                                                   |

| AmBev (Formierung 1999)                         | \| \| Brahma (Fusion 1999 – Brasilien) \| \| \| \| \| \| Companhia Antarctica Paulista (Fusion 1999 – Brasilien) \| \| \| \| |
|                                                 | \| \| Brahma (Fusion 1999 – Brasilien) \| \| \| \| \| \| Companhia Antarctica Paulista (Fusion 1999 – Brasilien) \| \| \| \| |
|                                                 | Cerveza Quilmes (Übernahme 2006 – Argentinien)                                                                               |
|                                                 | |
|                                                 | Cervecería Nacional Dominicana (Übernahme 2012 – Dominikanische Rep.)                                                        |
| Vorlage:Klade/Wartung/3 Vorlage:Klade/Wartung/4 | |
|                                                 | Brahma (Fusion 1999 – Brasilien)                                                                                             |
|                                                 | |
|                                                 | Companhia Antarctica Paulista (Fusion 1999 – Brasilien)                                                                      |
|                                                 | |

|  | Brahma (Fusion 1999 – Brasilien)                        |
|  |                                                         |
|  | Companhia Antarctica Paulista (Fusion 1999 – Brasilien) |
|  |                                                         |

|  | Harbin Brewery (China)                                 |
|  |                                                        |
|  | \| \| Anheuser-Busch (Gründung 1852 – USA) \| \| \| \| |
|  |                                                        |
|  | Anheuser-Busch (Gründung 1852 – USA)                   |
|  |                                                        |

|  | Anheuser-Busch (Gründung 1852 – USA) |
|  |                                      |

|  | Brouwerij Artois (Gründung 1366, Fusion 1988) |
|  |                                               |
|  | Piedboeuf Brewery (Fusion 1988 – Belgien)     |
|  |                                               |

|  | Labatt Brewing Company (Gründung 1847, Übernahme 1995 – Kanada)   |
|  |                                                                   |
|  | Lakeport Brewing Company (Gründung 1992, Übernahme 2007 – Kanada) |
|  |                                                                   |

|  | Brouwerij Artois (Gründung 1366, Fusion 1988) |
|  |                                               |
|  | Piedboeuf Brewery (Fusion 1988 – Belgien)     |
|  |                                               |

|  | Labatt Brewing Company (Gründung 1847, Übernahme 1995 – Kanada)   |
|  |                                                                   |
|  | Lakeport Brewing Company (Gründung 1992, Übernahme 2007 – Kanada) |
|  |                                                                   |

| AmBev (Formierung 1999)                         | \| \| Brahma (Fusion 1999 – Brasilien) \| \| \| \| \| \| Companhia Antarctica Paulista (Fusion 1999 – Brasilien) \| \| \| \| |
|                                                 | \| \| Brahma (Fusion 1999 – Brasilien) \| \| \| \| \| \| Companhia Antarctica Paulista (Fusion 1999 – Brasilien) \| \| \| \| |
|                                                 | Cerveza Quilmes (Übernahme 2006 – Argentinien)                                                                               |
|                                                 | |
|                                                 | Cervecería Nacional Dominicana (Übernahme 2012 – Dominikanische Rep.)                                                        |
| Vorlage:Klade/Wartung/3 Vorlage:Klade/Wartung/4 | |
|                                                 | Brahma (Fusion 1999 – Brasilien)                                                                                             |
|                                                 | |
|                                                 | Companhia Antarctica Paulista (Fusion 1999 – Brasilien)                                                                      |
|                                                 | |

|  | Brahma (Fusion 1999 – Brasilien)                        |
|  |                                                         |
|  | Companhia Antarctica Paulista (Fusion 1999 – Brasilien) |
|  |                                                         |

|  | Brouwerij Artois (Gründung 1366, Fusion 1988) |
|  |                                               |
|  | Piedboeuf Brewery (Fusion 1988 – Belgien)     |
|  |                                               |

|  | Labatt Brewing Company (Gründung 1847, Übernahme 1995 – Kanada)   |
|  |                                                                   |
|  | Lakeport Brewing Company (Gründung 1992, Übernahme 2007 – Kanada) |
|  |                                                                   |

|  | Brouwerij Artois (Gründung 1366, Fusion 1988) |
|  |                                               |
|  | Piedboeuf Brewery (Fusion 1988 – Belgien)     |
|  |                                               |

|  | Labatt Brewing Company (Gründung 1847, Übernahme 1995 – Kanada)   |
|  |                                                                   |
|  | Lakeport Brewing Company (Gründung 1992, Übernahme 2007 – Kanada) |
|  |                                                                   |

| AmBev (Formierung 1999)                         | \| \| Brahma (Fusion 1999 – Brasilien) \| \| \| \| \| \| Companhia Antarctica Paulista (Fusion 1999 – Brasilien) \| \| \| \| |
|                                                 | \| \| Brahma (Fusion 1999 – Brasilien) \| \| \| \| \| \| Companhia Antarctica Paulista (Fusion 1999 – Brasilien) \| \| \| \| |
|                                                 | Cerveza Quilmes (Übernahme 2006 – Argentinien)                                                                               |
|                                                 | |
|                                                 | Cervecería Nacional Dominicana (Übernahme 2012 – Dominikanische Rep.)                                                        |
| Vorlage:Klade/Wartung/3 Vorlage:Klade/Wartung/4 | |
|                                                 | Brahma (Fusion 1999 – Brasilien)                                                                                             |
|                                                 | |
|                                                 | Companhia Antarctica Paulista (Fusion 1999 – Brasilien)                                                                      |
|                                                 | |

|  | Brahma (Fusion 1999 – Brasilien)                        |
|  |                                                         |
|  | Companhia Antarctica Paulista (Fusion 1999 – Brasilien) |
|  |                                                         |

|  | Harbin Brewery (China)                                 |
|  |                                                        |
|  | \| \| Anheuser-Busch (Gründung 1852 – USA) \| \| \| \| |
|  |                                                        |
|  | Anheuser-Busch (Gründung 1852 – USA)                   |
|  |                                                        |

|  | Anheuser-Busch (Gründung 1852 – USA) |
|  |                                      |

|  | Brouwerij Artois (Gründung 1366, Fusion 1988) |
|  |                                               |
|  | Piedboeuf Brewery (Fusion 1988 – Belgien)     |
|  |                                               |

|  | Labatt Brewing Company (Gründung 1847, Übernahme 1995 – Kanada)   |
|  |                                                                   |
|  | Lakeport Brewing Company (Gründung 1992, Übernahme 2007 – Kanada) |
|  |                                                                   |

|  | Brouwerij Artois (Gründung 1366, Fusion 1988) |
|  |                                               |
|  | Piedboeuf Brewery (Fusion 1988 – Belgien)     |
|  |                                               |

|  | Labatt Brewing Company (Gründung 1847, Übernahme 1995 – Kanada)   |
|  |                                                                   |
|  | Lakeport Brewing Company (Gründung 1992, Übernahme 2007 – Kanada) |
|  |                                                                   |

| AmBev (Formierung 1999)                         | \| \| Brahma (Fusion 1999 – Brasilien) \| \| \| \| \| \| Companhia Antarctica Paulista (Fusion 1999 – Brasilien) \| \| \| \| |
|                                                 | \| \| Brahma (Fusion 1999 – Brasilien) \| \| \| \| \| \| Companhia Antarctica Paulista (Fusion 1999 – Brasilien) \| \| \| \| |
|                                                 | Cerveza Quilmes (Übernahme 2006 – Argentinien)                                                                               |
|                                                 | |
|                                                 | Cervecería Nacional Dominicana (Übernahme 2012 – Dominikanische Rep.)                                                        |
| Vorlage:Klade/Wartung/3 Vorlage:Klade/Wartung/4 | |
|                                                 | Brahma (Fusion 1999 – Brasilien)                                                                                             |
|                                                 | |
|                                                 | Companhia Antarctica Paulista (Fusion 1999 – Brasilien)                                                                      |
|                                                 | |

|  | Brahma (Fusion 1999 – Brasilien)                        |
|  |                                                         |
|  | Companhia Antarctica Paulista (Fusion 1999 – Brasilien) |
|  |                                                         |

|  | Brouwerij Artois (Gründung 1366, Fusion 1988) |
|  |                                               |
|  | Piedboeuf Brewery (Fusion 1988 – Belgien)     |
|  |                                               |

|  | Labatt Brewing Company (Gründung 1847, Übernahme 1995 – Kanada)   |
|  |                                                                   |
|  | Lakeport Brewing Company (Gründung 1992, Übernahme 2007 – Kanada) |
|  |                                                                   |

|  | Brouwerij Artois (Gründung 1366, Fusion 1988) |
|  |                                               |
|  | Piedboeuf Brewery (Fusion 1988 – Belgien)     |
|  |                                               |

|  | Labatt Brewing Company (Gründung 1847, Übernahme 1995 – Kanada)   |
|  |                                                                   |
|  | Lakeport Brewing Company (Gründung 1992, Übernahme 2007 – Kanada) |
|  |                                                                   |

| AmBev (Formierung 1999)                         | \| \| Brahma (Fusion 1999 – Brasilien) \| \| \| \| \| \| Companhia Antarctica Paulista (Fusion 1999 – Brasilien) \| \| \| \| |
|                                                 | \| \| Brahma (Fusion 1999 – Brasilien) \| \| \| \| \| \| Companhia Antarctica Paulista (Fusion 1999 – Brasilien) \| \| \| \| |
|                                                 | Cerveza Quilmes (Übernahme 2006 – Argentinien)                                                                               |
|                                                 | |
|                                                 | Cervecería Nacional Dominicana (Übernahme 2012 – Dominikanische Rep.)                                                        |
| Vorlage:Klade/Wartung/3 Vorlage:Klade/Wartung/4 | |
|                                                 | Brahma (Fusion 1999 – Brasilien)                                                                                             |
|                                                 | |
|                                                 | Companhia Antarctica Paulista (Fusion 1999 – Brasilien)                                                                      |
|                                                 | |

|  | Brahma (Fusion 1999 – Brasilien)                        |
|  |                                                         |
|  | Companhia Antarctica Paulista (Fusion 1999 – Brasilien) |
|  |                                                         |

|  | Harbin Brewery (China)                                 |
|  |                                                        |
|  | \| \| Anheuser-Busch (Gründung 1852 – USA) \| \| \| \| |
|  |                                                        |
|  | Anheuser-Busch (Gründung 1852 – USA)                   |
|  |                                                        |

|  | Anheuser-Busch (Gründung 1852 – USA) |
|  |                                      |

|  | \| \| South African Breweries (Übernahme 1947) \| \| \| \| |
|  |                                                            |
|  | Miller Brewing Company (Übernahme 2002)                    |
|  |                                                            |
|  | South African Breweries (Übernahme 1947)                   |
|  |                                                            |

|  | South African Breweries (Übernahme 1947) |
|  |                                          |

|  | \| \| South African Breweries (Übernahme 1947) \| \| \| \| |
|  |                                                            |
|  | Miller Brewing Company (Übernahme 2002)                    |
|  |                                                            |
|  | South African Breweries (Übernahme 1947)                   |
|  |                                                            |

|  | South African Breweries (Übernahme 1947) |
|  |                                          |

|  | \| \| South African Breweries (Übernahme 1947) \| \| \| \| |
|  |                                                            |
|  | Miller Brewing Company (Übernahme 2002)                    |
|  |                                                            |
|  | South African Breweries (Übernahme 1947)                   |
|  |                                                            |

|  | South African Breweries (Übernahme 1947) |
|  |                                          |

|  | \| \| South African Breweries (Übernahme 1947) \| \| \| \| |
|  |                                                            |
|  | Miller Brewing Company (Übernahme 2002)                    |
|  |                                                            |
|  | South African Breweries (Übernahme 1947)                   |
|  |                                                            |

|  | South African Breweries (Übernahme 1947) |
|  |                                          |

|  | \| \| South African Breweries (Übernahme 1947) \| \| \| \| |
|  |                                                            |
|  | Miller Brewing Company (Übernahme 2002)                    |
|  |                                                            |
|  | South African Breweries (Übernahme 1947)                   |
|  |                                                            |

|  | South African Breweries (Übernahme 1947) |
|  |                                          |

|  | \| \| South African Breweries (Übernahme 1947) \| \| \| \| |
|  |                                                            |
|  | Miller Brewing Company (Übernahme 2002)                    |
|  |                                                            |
|  | South African Breweries (Übernahme 1947)                   |
|  |                                                            |

|  | South African Breweries (Übernahme 1947) |
|  |                                          |

|  | \| \| South African Breweries (Übernahme 1947) \| \| \| \| |
|  |                                                            |
|  | Miller Brewing Company (Übernahme 2002)                    |
|  |                                                            |
|  | South African Breweries (Übernahme 1947)                   |
|  |                                                            |

|  | South African Breweries (Übernahme 1947) |
|  |                                          |

|  | \| \| South African Breweries (Übernahme 1947) \| \| \| \| |
|  |                                                            |
|  | Miller Brewing Company (Übernahme 2002)                    |
|  |                                                            |
|  | South African Breweries (Übernahme 1947)                   |
|  |                                                            |

|  | South African Breweries (Übernahme 1947) |
|  |                                          |

## Argentinien
In Argentinien war AB-InBev vor allem durch seine Tochter AmBev tätig. Mit der Übernahme von SABMiller 2016 kam noch die Brauerei Zárate dazu. Heute sind die Betriebe in der Cervecería y Maltería Quilmes SAICAyG gebündelt.

### Brauerei Corrientes
Die Brauerei in Corrientes produziert jährlich rund 2,24 Mio. hl Bier und 1,725 Mio. hl Soft Drinks.

### Brauerei Zárate
Die Brauerei in Zárate hat eine Kapazität von rund 5,592 Mio. hl. Sie wurde 1994 von der Warsteiner Brauerei als CASA Isenbeck errichtet um Isenbeck Bier in Argentinien zu verkaufen. 2010 erwarb SABMiller die Brauerei.

### Brauerei Mendoza
Die Brauerei in Mendoza hat eine Kapazität von rund 1,9 Mio. hl.

### Brauerei Tucumán
Die Brauerei in San Miguel de Tucumán hat eine Kapazität von 1,2 Mio. hl. jährlich.

### Brauerei Quilmes

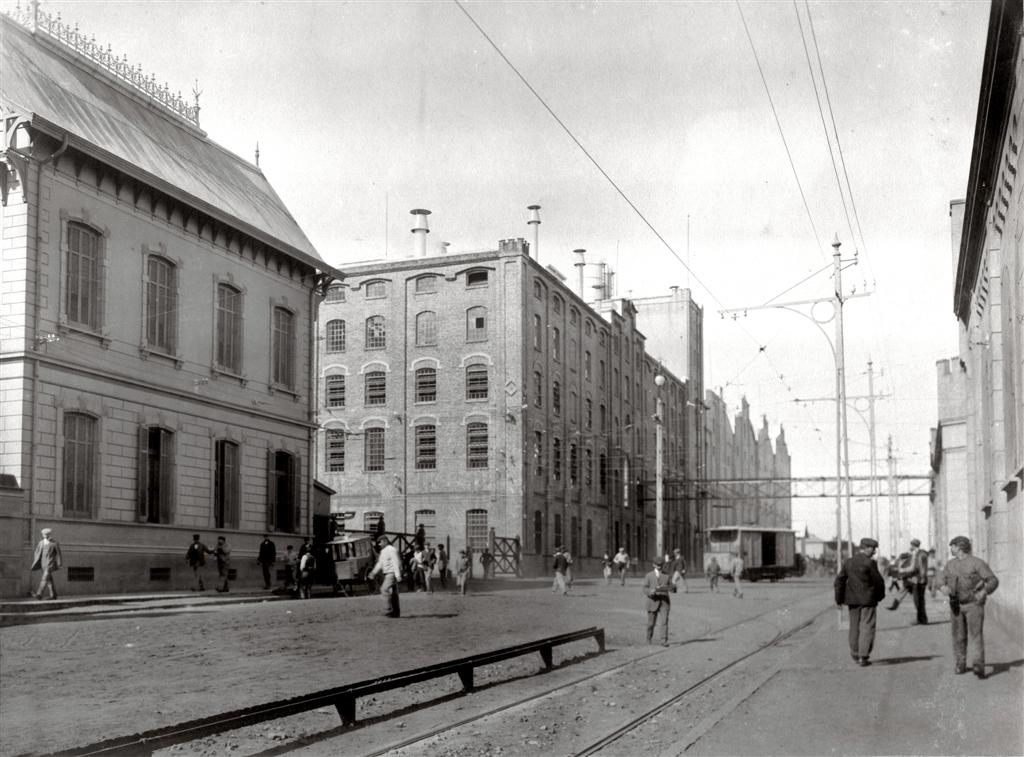
Brauerei in Quilmes um 1910

Die Brauerei wurde 1888 von einem deutschen Einwanderer in Quilmes gegründet. 2002 stieg AmBev mit 37,5 % in die Brauereigruppe ein, seit 2006 hält AmBev die Aktienmehrheit. Die Kapazität der Brauerei liegt bei 5 Mio. hl.

## Australien
AB Inbev verkauft 2019/20 sein Australien-Geschäft an Japans größten Braukonzern Asahi. Die Brauereien waren 2016 im Eigentum der SABMiller, mit der AB Inbev fusionierte.

### (4 Pines Brewing Company)
Im September 2017 übernahm AB-InBev die 4 Pines Brewing Company in Sydney. Die Brauerei wurde 2008 im Ortsteil Manly gegründet. Die 4 Pines Brewing Company eröffnete 2011 eine zweite Braustätte im Sydneyer Vorort Brookvale.

### (Carlton & United Breweries)
Die Brauerei mit Sitz in Abbotsford (Victoria), einem Stadtteil von Melbourne, wurde 1903 gegründet. 1990 wurde CUB in Foster’s Group umbenannt. 2011 wurde Foster´s von SABMiller übernommen. 2016 wurden dort rund 3,1 Mio. hl gebraut.
Die Brauerei in Yatala wurde 1988 als Power's Brewery gegründet. 1993 wurde sie von den Carlton & United Breweries übernommen. 2016 wurden dort rund 3,8 Mio. hl gebraut.

### (Cascade Brewery)
Die Brauerei wurde 1832 in Hobart (Tasmanien) gegründet. Seit 1993 ist sie Teil der Carlton & United Breweries. 2016 wurden dort rund 200.000 hl gebraut.

### (Pirate Life Brewery)
Die Brauerei wurde 2015 in Adelaide gegründet. Zwei Jahre später, im November 2017, wurde die Brauerei von Carlton & United Breweries übernommen. Zu dieser Zeit lag der jährliche Ausstoß bei etwa 30.000 hl.

## Belgien

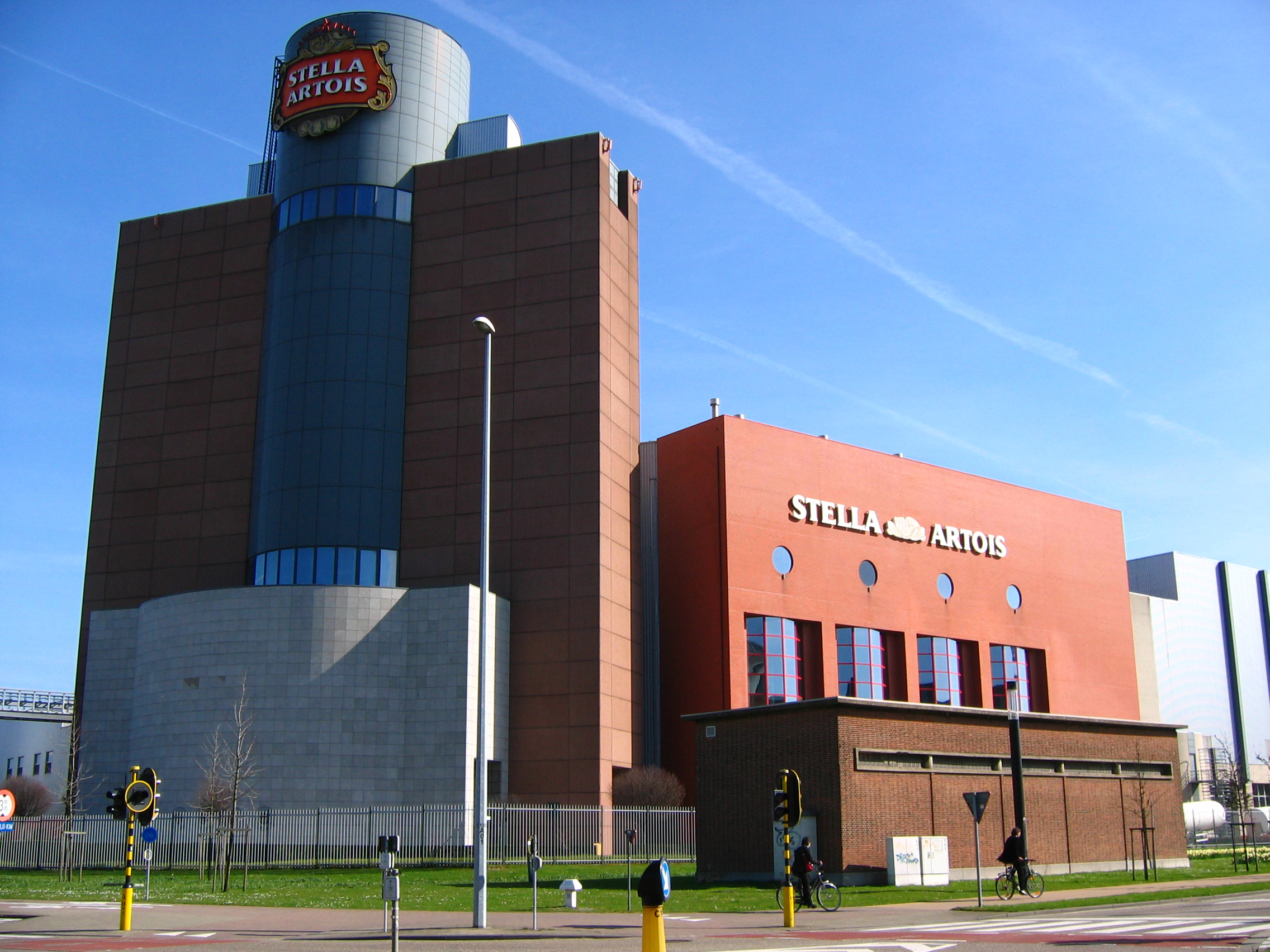
Stella Artois Brauerei Leuven

### Brauerei Belle-Vue
Die Brauerei in Sint-Pieters-Leeuw wurde 1913 gegründet. 1991 wurde sie von Interbrew übernommen und gehört damit seit 2008 zu AB-InBev.

### Brauerei Bosteels
Die Brauerei Bosteels wurde 1791 in Buggenhout gegründet. Im September 2016 wurde sie von AB-InBev übernommen.

### Brauerei Hoegaarden
Die Brauerei in Hoegaarden wurde 1966 gegründet. Seit 1990 gehört sie vollständig zu Interbrew und damit seit 2008 zu AB-InBev.

### Brauerei Jupiler
Die Brauerei hat ihren Sitz in Jupille.

### Stella Artois
Die Brauerei in Leuven geht bis auf das Jahr 1366 zurück.

## Bolivien
Der Bolivianische Markt wird vom Tochterunternehmen Cervecería Boliviana Nacional (CBN) abgedeckt. Im Jahr 2000 übernahm Quilmes 69,63 % der Anteile an CBN. Über diese gehört CBN seit 2006 zu AmBev und seit 2008 zu AB-InBev.
- CBN, Cochabamba
In Cochabamba werden auch Soft-Drinks von Pepsi abgefüllt.
- CBN, Huari
- CBN, La Paz
1877 wurde in La Paz die Brauerei Wolf & Cía. gegründet. Später wurde sie umbenannt in Cervecería Americana und nach einer Fusion 1886 schließlich in Cervecería Boliviana Nacional.[11]
- CBN, Santa Cruz
Die Brauerei in Santa Cruz wurde 1992 eröffnet.[11]
- CBN, Tarija

## Botswana
In Botswana hält AB-InBev einen Anteil von 40 % an der Kgalagadi Breweries Limited. Die restlichen 60 % hält die Sechaba Breweries Holding an dieser ist AB-InBev wiederum mit 16,8 % beteiligt.

## Brasilien
Der brasilianische Markt wird vom Tochterunternehmen AmBev abgedeckt. Sie unterhält in Brasilien 30 Brauereien und Mälzereien. Darunter sind unter anderem:
- Cerveja Adriática
Die Brauerei wurde 1906 in Ponta Grossa gegründet. 1941 wurde sie von der Antarctica Brauerei übernommen. Die Brauerei wurde 1992 stillgelegt. 2016 wurde die Produktion reaktiviert. Die Kapazität liegt bei 380.000 hl im Jahr.[14]
- Cervejaria Aguas Claras
Die Brauerei befindet sich in einem Ortsteil von Viamão. Die Kapazität der 1998 gegründeten Brauerei wurde 2010 auf 9,9 Mio. hl pro Jahr ausgebaut. 2010 wurde 489 Mitarbeiter beschäftigt.[15]
- Cervejaria Agudos
- Cervejaria Aquiras
- Cervejaria Bohemia
Die Brauerei wurde 1853 in Petrópolis gegründet. 1960 wurde die Brauerei von Antarctica übernommen. Der Produktionsstandort in Petrópolis wurde 1998 geschlossen. 2012 wurde die Brauerei mit einer Kapazität von 100.000 hl jährlich wiedereröffnet.[16]
- Cervejaria Brasilia
- Cervejaria Camaçari
Camaçari
- Cervejaria Cebrasa
In der Brauerei in Anápolis werden neben Soft-Drinks die Marken Skol, Brahma, Antarctica, Antarctica SubZero, Bohemia, Original und Brahma Fresh produziert.[17]
- Cervejaria Cuiaba
- (Cervejaria Curitiba)
Die Brauerei in Curitiba wurde Ende 2015 geschlossen und die Produktion nach Ponta Grossa verlegt.[18]
- Cervejaria Equatorial
- (Cervejaria Goiânia)
Die Brauerei in Goiânia wurde im April 2015 geschlossen und die Produktion nach Anápolis verlegt.[19]
- Cervejaria Guarulhos
- Cervejaria Itapissuma
- Cervejaria Jacarei
- Cervejaria Jaguariuma
Die Brauerei in Jaguariúna wurde 1993 eingeweiht um die Produktion der stillgelegten Brauerei in Mooca (São Paulo) zu übernehmen.[20]
- Cervejaria João Pessoa
Die Brauerei in João Pessoa wurde 1987 von Antarctica eröffnet.[21]
- Cervejaria Lages
- Cervejaria Manaus
- Cervejaria Minas
- (Cervejaria Natal)
Die Brauerei in Natal wurde im November 2015 geschlossen.[22]
- Cervejaria Nova Rio
- Cervejaria Piraí
Die Brauerei in Piraí wurde 2011 auf eine Kapazität von 7 Mio. hl jährlich ausgebaut.[23]
- Cervejaria Ponta Grossa
Die Brauerei wurde 2015 eröffnet.[18]
- Cervejaria São Luís
Die Brauerei in São Luís wurde Mitte 2012 eröffnet.[24]
- Cervejaria Sete Lagoas
Die Brauerei in Sete Lagoas wurde 2009 eröffnet.[25]
- Cervejaria Teresina
Die Brauerei in Teresina wurde 1976 von Antarctica gegründet und hat eine Kapazität von 250.000 hl im Jahr.[26]
- Cervejaria Uberlândia
Die Brauerei in Uberlândia wurde am 4. Februar 2016 eröffnet.[27]
- Antarctica Brauerei
Die Brauerei wurde offiziell am 9. Februar 1891 in São Paulo eröffnet. 2000 fusionierte Antarctica mit Brahma zur AmBev.
- Cervejaria Colorado
Die Cervejaria Colorado wurde 1995 in Ribeirão Preto gegründet.[28] 2015 wurde sie durch AmBev übernommen.[29]
- Wäls Gastropub
Die Brauerei in Belo Horizonte wurde 2015 von AmBev gekauft.[29]

## Bulgarien

### (Brauerei Astika)
Die Brauerei wurde 1977 in Haskovo gegründet, 1995 von Interbrew übernommen und vom Nachfolgeunternehmen AB-InBev 2009 an StarBev (heute Molson Coors Europe) verkauft.

### (Brauerei Kamenitza)
Die Brauerei wurde 1881 in Plowdiw gegründet, 1995 von Interbrew übernommen und vom Nachfolgeunternehmen AB-InBev 2009 an StarBev verkauft.

## Deutschland

### Brauerei Becks
Die 1873 in Bremen gegründete Brauerei wurde 2002 von Interbrew gekauft und ist damit seit 2008 Teil von AB-InBev.

### Brauerei Diebels
Die 1878 in Issum gegründete Brauerei wurde 2001 von Interbrew gekauft und ist damit seit 2008 Teil von AB-InBev.

### (Brauerei Gilde)
Die Gilde-Brauerei in Hannover wurde 1526 gegründet und 2003 von Interbrew übernommen. Mit dieser kam sie 2008 zu AB-InBev. 2016 wurde sie an die TCB Beteiligungsgesellschaft weiterveräußert.

### Brauerei Hasseröder
Die 1872 bei Wernigerode gegründete Brauerei wurde nach der Wende von der hannoverschen Gilde Brauerei gekauft. Diese wiederum wurde 2003 von Interbrew übernommen. Seit 2008 ist sie Teil von AB-InBev.

### Spaten-Löwenbräu-Gruppe
Die Münchner Brauereigruppe wurde 2003 von Interbrew übernommen und ist über diese seit 2008 Teil von AB-InBev. Gebraut wird heute noch in beiden Teilen der beiden angrenzenden Brauereien.

## Dominikanische Republik
Auf der Dominikanischen Republik ist AB-InBev über ihre Tochter Cervecería Nacional Dominicana tätig. 2012 übernahm die AB-InBev Tochter AmBev mit insgesamt 51 % die Mehrheit am Unternehmen. Sitz des Unternehmens ist Santo Domingo. Es unterhält mehrere Brauereien. Im Dezember 2017 stockte AmBev seinen Anteil auf insgesamt 85 % auf.

## Ecuador

Logo der ecuadorianischen Tochter, Cervecería Nacional

### Cervecería Nacional Guayaquil
Die 1887 gegründete Brauerei mit Sitz in Guayaquil kam durch die Übernahme von SABMiller 2016 in den Besitz von AB-InBev. In Guayaquil befindet sich auch eine Mälzerei.

### Cervecería Nacional Quito
Die Cervecería Nacional unterhält in Quito seit 1974 eine zweite Brauerei.

## El Salvador

### Industrias La Constancia
Das Unternehmen wurde 1906 in Santa Ana gegründet. 2005 wurde das Unternehmen von SABMiller erworben und ist damit seit 2016 in Besitz von AB-InBev.

## Eswatini

### Eswatini Beverages (ehemals Swaziland Beverages)
Die Brauerei wurde 1969 von den South African Breweries in Matsapha gegründet. Seit 2016 ist sie im Besitz von AB-InBev. Nach der Umbenennung des Landes folgte die Umbenennung der Firma in Eswatini Beverages Limited.

## Ghana

### Accra Brewery
Die Brauerei in Accra wurde 1931 gegründet. 1997 wurde sie von den South African Breweries erworben und ist damit seit 2016 Teil von AB-InBev.

## Honduras

### Cervecería Hondureña
Die Brauerei in San Pedro Sula wurde im November 2001 von SABMiller übernommen und ist damit seit 2016 Teil von AB-InBev.

## Italien

### Birra del Borgo
Die Brauerei Birra del Borgo wurde 2005 im italienischen Borgorose gegründet. Im April 2016 wurde sie von AB-InBev übernommen.

## Kanada
In Kanada ist die Labatt Brewing Company wurde 1995 von Interbrew übernommen und gehört damit seit 2008 zu AB-InBev.

### Alexander Keith’s
Die Alexander Keith’s Brauerei in Halifax wurde 1820 gegründet.

### Columbia Brauerei
Die Columbia Brauerei in Creston geht auf die 1898 in gegründete Fort Steel Brewery zurück. Diese wurde 1974 von Labatt übernommen.

### Edmonton Brauerei
Die Brauerei in Edmonton wurde 1964 eröffnet.

### London Brauerei
Die Brauerei ist der Ursprung der heutigen Labatt-Gruppe. Sie wurde 1874 in London gegründet.

### LaSalle Brauerei
Labatt eröffnete 1878 einen Vertriebsstandort in Montréal. 1956 wurde im nahen LaSalle eine Brauerei eröffnet.

### St. Johns Brauerei
Die Brauerei in St. John’s wurde 1933 gegründet. Drei Jahrzehnte später wurde sie von Labatt übernommen.

### (Toronto Brauerei)
Die Brauerei in Toronto wurde 1970 eröffnet und 2005 geschlossen.

## Kolumbien

### Cervecería Bavaria
Die Cervecería Bavaria mit Sitz in Bogotá wurde 1889 von Leo S. Kopp, einem deutschen Einwanderer, gegründet. Die Brauereien kamen durch die Übernahme von SABMiller 2016 in den Besitz von AB-InBev. SABMiller besaß sie seit 2005. Heute werden sechs Brauereien und zwei Mälzereien betrieben.

#### Brauerei Barranquilla
Die Brauerei in Barranquilla wurde 1913 eröffnet. Jährlich werden etwa 5 Mio. Hektoliter Bier produziert.

#### Brauerei Boyacá
Die Brauerei in Tibasosa im Departamento Boyacá wurde 1990 eröffnet. Jährlich werden etwa 2,5 Mio. hl Bier produziert.

#### Brauerei Bucaramanga
Die Brauerei in Bucaramanga wurde 1948 eröffnet. Jährlich werden etwa 2,3 Mio. hl Bier produziert.

#### Brauerei Tocancipá
Die Brauerei in Tocancipá wurde 1992 als Cervecería Leona eröffnet. 2000 stieg Bavaria in das Unternehmen ein und übernahm die Brauerei 2007 zur Gänze. Jährlich werden etwa 11,2 Mio. hl Bier produziert.

#### Brauerei Valle
Die Brauerei in Yumbo wurde 2008 eröffnet. Jährlich werden etwa 5,8 Mio. hl Bier produziert.

#### Union-Brauerei
Die Brauerei in Itagüí wurde 1930 eröffnet. 1995 wurde sie von Bavaria übernommen. Jährlich werden etwa 3,4 Mio. hl Bier produziert.

### Bogotá Beer Company
Im Mai 2015 übernahm Ambev die Bogotá Beer Company. Die Bogotá Beer Company ist eine Kette von Gasthausbrauereien, die 1997 gegründet wurde. 2015 wurden 27 Gasthausbrauereien, sowie eine industrielle Brauerei in Tocancipá betrieben.

## Kroatien

### (Zagrebačka pivovara)
Die Brauerei wurde 1892 in Zagreb gegründet, 1994 von Interbrew übernommen und vom Nachfolgeunternehmen AB-InBev 2009 an Starbev verkauft.

## Kuba
Die Brauerei wurde 1997 gegründet. Die Braustätte befindet sich in Holguín. Seit 2014 befindet sich die Brauerei jeweils zu 50 % in Besitz der AB-InBev-Tochter AmBev und dem kubanischen Staat.

## Lesotho

### Maluti Mountain Brewery
Die Brauerei befindet sich in Maseru und kam mit der Übernahme von SABMiller 2016 in den Besitz von AB-InBev.

## Luxemburg

### Brasserie de Luxembourg Mousel-Diekirch
Die Brauerei wurde 1871 in Diekirch gegründet. 2002 wurde sie von InBev übernommen.

## Malawi
- Chibuku Products Ltd

## Mexiko
Anheuser-Busch InBev hielt bereits 50 % (ohne Stimmrecht) an Grupo Modelo. Ende Juni 2012 kündigte Anheuser-Busch InBev an, für 20,1 Mrd. US-Dollar die restlichen Anteile übernehmen zu wollen. Braustätten befinden sich in:
- Brauerei Apan
AB-InBev plant für 2019 die Eröffnung einer neuen Brauerei in Apan im mexikanischen Staat Hidalgo. Dort soll vor allem Bier der Marke Corona gebraut werden.[46]
- Brauerei Guadalajara (Jalisco)
- Brauerei Mazatlán (Sinaloa)

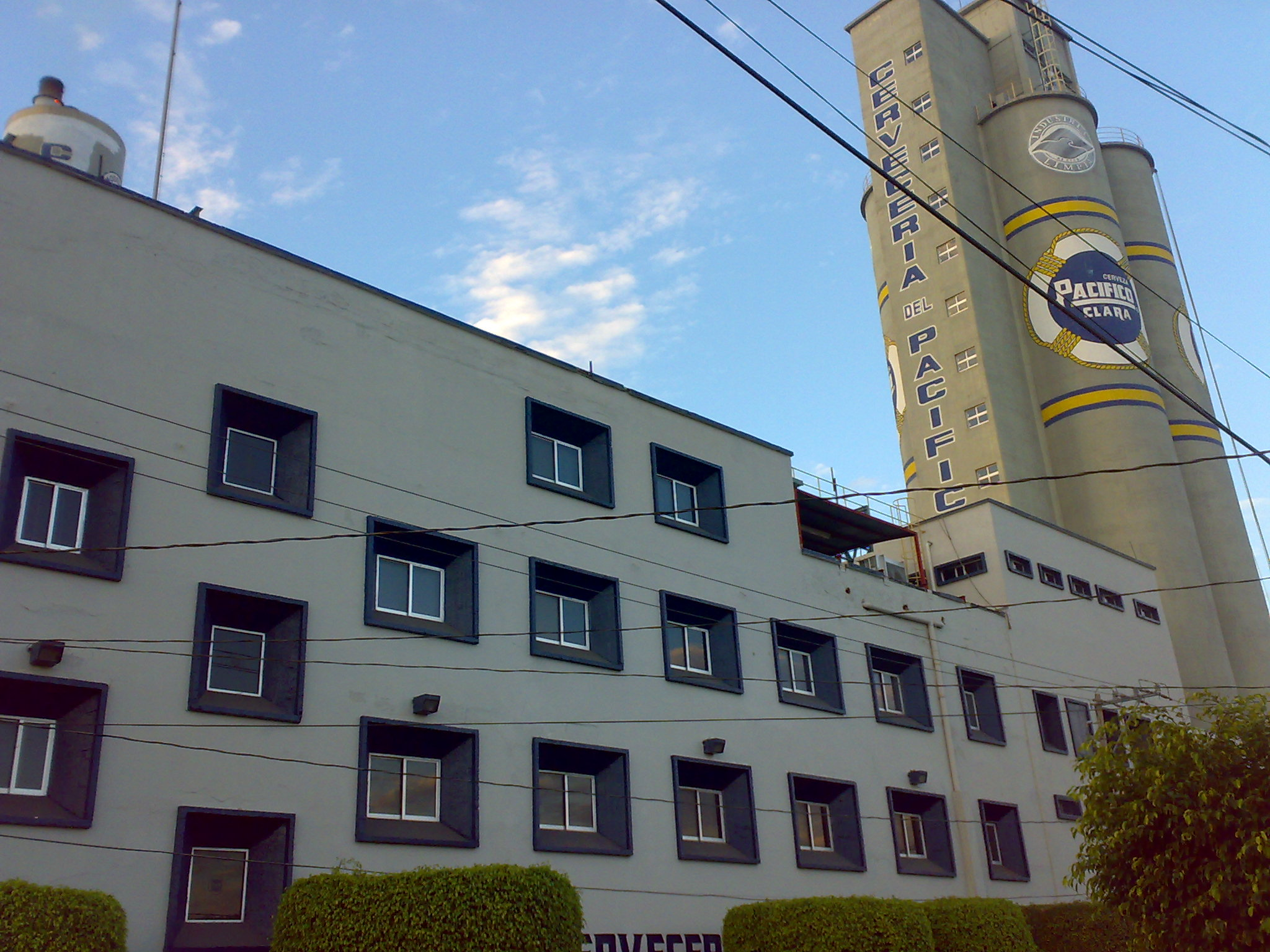
Cervecería Pacífico

Die Brauerei wurde 1900 in Mazatlán gegründet und ist seit 1954 im Besitz der Grupo Modelo.
- Cerveceria Mexicana
Die Brauerei in Tecate wurde 2015 von der Grupo Modelo übernommen.[47]
- Brauerei Mexiko-Stadt
- (Brauerei Obregón (Sonora))
Die Brauerei in Obregón wurde im Oktober 2016 an Constellation Brands verkauft.[48]
- (Brauerei Piedras Negras)
Die Brauerei in Piedras Negras wurde 2013 an Constellation Brands verkauft.[49]
- Cerveceria Tijuana
Die 2000 gegründete Brauerei in Tijuana wurde 2015 von der Grupo Modelo übernommen.[47]
- Brauerei Torreón (Coahuila)
- Brauerei Tuxtepec (Oaxaca)
- Brauerei Zacatecas (Zacatecas)

## Montenegro

### (Trebjesa-Brauerei)
Die Brauerei wurde 1896 in Nikšić gegründet. 1997 von Interbrew übernommen und vom Nachfolgeunternehmen AB-InBev 2009 an Starbev verkauft.

## Mosambik
Das Unternehmen wurde 1995 gegründet. SABMiller übernahm dabei 49,1 % und die Unternehmensleitung.
- Brauerei Maputo 1
- Brauerei Maputo 2
- Brauerei Beira
- Brauerei Marracuene
Die Brauerei in Marracuene wurde 2021 errichtet und hat in der ersten Ausbaustufe eine Kapazität von 2,4 Mio. Hektoliter im Jahr.[50]
- Brauerei Nampula
Die Brauerei in Nampula wurde 2010 errichtet.

## Niederlande

### Dommelsche Bierbrouwerij
Die Brauerei wurde 1744 in Dommeln gegründet. 1968 wurde sie von der  Brouwerij Artois übernommen. Diese wurde später zu Interbrew und ist seit 2008 Teil von AB-InBev.

### Hertog Jan Brouwerij
Die Brauerei in Arcen wurde 1915 gegründet. 1995 wurde sie von Interbrew übernommen und ist damit seit 2008 Teil von AB-InBev.

## Nigeria
AB-InBev stieg mit der Übernahme von SABMiller 2016 in den nigerianischen Markt ein.

### Pabod Breweries Ltd
Die Brauerei wurde ursprünglich 1982 in Port Harcourt eröffnet. 1996 wurde die Brauerei stillgelegt. 2007 erwarb die deutsche Brewtech GmbH die Brauerei, reaktivierte sie und verkaufte sie an SABMiller weiter.

### Intafact Beverages Ltd
Die Brauerei in Onitsha wurde 2012 errichtet.

### International Breweries Plc.
Die Brauerei befindet sich in Ilesha. Sie wurde 1971 gegründet und ursprünglich auf eine Kapazität von 200.000 hl ausgelegt. 1983 wurde sie auf 500.000 hl ausgebaut.
Später übernahm die Warsteiner Brauerei die Aktienmehrheit. Warsteiner verkaufte sie 2008 an die Groupe Castel. 2012 wurde sie an SABMiller verkauft und kam 2016 in Besitz von AB-InBev.

### Sagamu Brauerei
AB-InBev führte 2018 seine Marke Budweiser in Nigeria ein. Hierfür wurde in Shagamu eine Brauerei errichtet. Die Brauerei ist die zweitgrößte Brauerei des Konzerns in Afrika. Im September 2018 wurde die Brauerei in Betrieb genommen.

## Panama

### Cerveceria Nacional
Das Unternehmen wurde 1909 als La Panamá Brewing and Refrigerating Company gegründet. 2002 wurde sie von der kolumbianischen Bavaria-Brauerei übernommen. Diese wiederum ist seit 2005 Teil von SABMiller und damit seit 2016 auch von AB-InBev. Die Brauerei befindet sich in Panama-Stadt.

## Paraguay

### Cervecería Paraguay SA
Die Brauerei befindet sich in Ypané.

## Peru

### Backus y Jonston
Größte Tochtergesellschaft in Peru ist Backus y Johnston. Diese Brauereigruppe ist seit der Übernahme von SABMiller in Besitz von AB-InBev.

#### Brauerei Arequipa
Die Brauerei in Arequipa wurde von Cerveza Cusqueña gegründet. Mit dieser kam sie 2000 zu Backus y Johnston und 2016 zu AB-InBev. Jährlich werden 1,56 Mio. hl produziert.

#### Brauerei Ate
Die Brauerei in Ate (Lima, Peru) wurde 1993 von Backus y Johnston gegründet. Die Brauerei stellt auch alkoholfreie Getränke her. Jährlich werden dort 6,1 Mio. hl produziert.

#### Brauerei Cusco
Die Brauerei in Cusco wurde am 1. Oktober 1908 als Cerveza Cusqueña gegründet. 2000 wurde sie von Backus y Johnston übernommen. Jährlich werden 750.000 hl produziert.

#### Brauerei Motupe
Die Brauerei mit Sitz in Chiclayo stellt auch alkoholfreie Getränke her. Jährlich werden 3,4 Mio. hl produziert.

#### Brauerei San Juan
Die Brauerei in Pucallpa produziert jährlich 1,05 Mio. hl.

### Cervecería Barbarian
Die Craftbeer-Brauerei in Lima wurde 2011 gegründet und im August 2019 von AB-InBev übernommen.

### (Brauerei Huachipa)
Die Brauerei gehörte zur AB-InBev-Tochter AmBev und produzierte Brahma für Peru. Anfang 2018 wurde die Brauerei an die kolumbianische CBC-Gruppe verkauft.

## Polen
SABMiller hielt eine Mehrheitsbeteiligung an der Kompania Piwowarska. Die Brauereigruppe kam 2016 mit der Übernahme von SABMiller in den Besitz von AB-InBev. Durch Auflagen der EU-Kommission zur Fusion, musste das Central and Eastern Europe Business der ehemaligen SABMiller verkauft werden. Der Verkauf an Asahi Beer wurde zum 31. März 2017 abgeschlossen.
- Brauerei Białystok
- Brauerei Lech
- Brauerei Tyskie

## Rumänien

### (Interbrew Romania)
Die Brauerei wurde 2000 als 50/50 Joint-Venture zwischen Interbrew und Efes in Ploiești gegründet. 2006 übernahm InBev (vormals Interbrew) auch den Anteil von Efes. Über InBev kam die Brauerei 2008 zu AB-InBev und 2009 zu Starbev.

### (Brauerei Timisoreana)
Die Brauerei war von Oktober 2016 bis März 2017 in Besitz von AB-InBev. Siehe auch: Ursus Brauerei.

### (Ursus Brauerei)
Die Brauerei kam 2016 mit der Übernahme von SABMiller in den Besitz von AB-InBev. Durch Auflagen der EU-Kommission zur Fusion, musste das Central and Eastern Europe Business der ehemaligen SABMiller verkauft werden. Der Verkauf an Asahi Beer wurde zum 31. März 2017 abgeschlossen.

## Russland
Mit SUN InBev JCS mit Sitz in Moskau war das Unternehmen von 1999 bis 2018 am russischen Markt vertreten. Die Brauereien in Iwanowo, Klin, Omsk, Saransk und Wolschski wurden 2018 in das Gemeinschaftsunternehmens AB InBev Efes. 2024 verkaufte AB-InBev seinen Anteil an Anadolu Efes. Efes ist seither alleiniger Eigentümer des Russlandgeschäfts.

## Sambia

### Heinrich's Syndicate Limited
Die Brauerei produziert Opaque Beer und kam mit der Übernahme von SABMiller 2016 in den Besitz von AB-InBev.

### National Breweries
Die Brauerei wurde 1963 in Ndola gegründet und von den South African Breweries (SAB) betrieben. 1973 verstaatlicht, kaufte SAB 1994 die nun in Lusaka ansässige Brauerei zurück. Über SAB kam die Brauerei in den Besitz von SABMiller und 2016 zu AB-InBev. Im Oktober 2017 wurde der Verkauf an die simbabwische Delta Corporation bekanntgegeben.

### Zambian Breweries
Die Brauerei in Lusaka kam mit der Übernahme von SABMiller 2016 in den Besitz von AB-InBev.

## Serbien

### (Apatiner Brauerei)
Die 1756 gegründete Brauerei wurde 2003 mehrheitlich von InBev übernommen. Über diese gehörte sie seit 2008 zu AB-InBev. 2009 wurde sie mit AB-InBevs Osteuropa-Geschäfts an Starbev verkauft.

## Simbabwe
In Simbabwe unterhält das Tochterunternehmen Delta Corporation zwei Bierbrauereien, sowie neun Brauereien für traditionelle, afrikanische Sorghum-Biere. SABMiller hielt 2016 einen Anteil von 22,7 %.

## Slowakei

### (Pivovar Šariš)
Die Brauerei wurde 1964 in Veľký Šariš gegründet. 2006 wurde sie von SABMiller übernommen und 2007 mit der Pivovar Topvar verschmolzen. Die Brauerei kam 2016 mit der Übernahme von SABMiller in den Besitz von AB-InBev. Durch Auflagen der EU-Kommission zur Fusion, musste das Central and Eastern Europe Business der ehemaligen SABMiller verkauft werden. Der Verkauf an Asahi Beer wurde zum 31. März 2017 abgeschlossen.

## Spanien und Kanaren

### Compañía Cervecera de Canarias (CCC)
Die Brauerei wurde 1939 in Santa Cruz de Tenerife gegründet. 1994 fusionierte sie mit der Tropical-Brauerei. Die Brauerei kam mit der Übernahme von SABMiller in den Besitz von AB-InBev.

### Tropical Brauerei
Die Brauerei Tropical wurde 1924 ala Sociedad Industrial Canaria (SICAL) in Las Palmas de Gran Canaria gegründet. 1994 fusionierte sie mit der Compañía Cervecera de Canarias. Die Brauerei kam mit der Übernahme von SABMiller in den Besitz von AB-InBev.

## Südafrika
Mit der Übernahme von SAB-Miller stieg AB-InBev in den südafrikanischen Markt ein. Betrieben werden sie von der South African Breweries (Pty) Ltd mit Sitz in Johannesburg. In Südafrika werden sieben Braustätten betrieben.
- Alrode Brewery, Alberton
- Chamdor Brewery
- Ibhayi Brewery, Gqeberha
- Newlands Brewery, Kapstadt
- Polokwane Brewery
- Prospecton Brewery
- Rosslyn Brewery

## Südkorea
Die Brauerei wurde 1952 durch die Doosan-Gruppe gegründet. Bis 1995 war die Brauerei als Dongyang Beer Company bekannt. 1998 wurden die Oriental Breweries vom InBev-Konzern übernommen, und 2009 vom Mutterkonzern AB-InBev im Rahmen eines Schuldensenkungsprogramms an ein Tochterunternehmen von Kohlberg Kravis Roberts wieder veräußert. Ein vereinbartes fünfjähriges Rückkaufrecht wurde Anfang 2014 eingelöst. Die Gruppe betreibt drei Brauereien.
- Oriental Breweries, Chungwon
- Oriental Breweries, Gwangju
- Oriental Breweries, Icheon
- The Hand & Malt Brewing Company
Über ein Tochterunternehmen erwarben die Oriental Breweries im April 2018 die The Hand & Malt Brewing Company. Die Brauerei wurde 2014 in der Nähe von Namyangju gegründet.[71]

## Südsudan

### Southern Sudan Beverages Limited
Die Brauerei wurde 2009 von SABMiller in Juba eröffnet. Seit 2016 ist sie Teil von AB-InBev.

## Tansania
- Tanzania Breweries, Arusha
- Tanzania Breweries, Daressalam
In Daressalam befindet sich der Sitz und der Ursprung der Tanzania Breweries Ltd. Diese kamen mit der Übernahme von SABMiller in den Besitz von AB-InBev.
- Tanzania Breweries, Mbeya
- Tanzania Breweries, Mwanza

## Tschechien

### (Pilsner Urquell)
Die Brauerei in Pilsen kam 2016 mit der Übernahme von SABMiller in den Besitz von AB-InBev. Durch Auflagen der EU-Kommission zur Fusion, musste das Central and Eastern Europe Business der ehemaligen SABMiller verkauft werden. Der Verkauf an Asahi Beer wurde zum 31. März 2017 abgeschlossen.

### (Brauerei Ostravar)
Die Brauerei wurde 1897 in Ostrava gegründet. 1996 wurde sie von Staropramen erworben. Über diese kam sie 2008 zu AB-InBev und 2009 zu Starbev.

### (Brauerei Radegast)
Die Brauerei Radegast gehört seit 1999 zu Pilsner Urquell. Über diese war sie von Oktober 2016 bis März 2017 Teil von AB-InBev.

### Brauerei Samson
Die Brauerei in Budweis geht auf die 1795 gegründete Budweiser Bürgerbräu zurück. 2014 wurde das Unternehmen von AB-InBev erworben. Anfang 2017 kündigte AB-InBev an die Brauerei auf eine Kapazität von 400.000 hl ausbauen zu wollen. 2016 wurden rund 90.000 hl gebraut.

### (Brauerei Staropramen)
Die Brauerei wurde 1869 in Prag gegründet. Ab 1993 war Bass Beer Hauptaktionär. Bass wurde 2000 von InBev übernommen. 2009 verkaufte AB-InBev sein dieses Geschäftsfeld an Starbev.

### (Brauerei Velkopopovický)
Die Brauerei Velkopopovický gehörte seit 1995 zur Brauerei Radegast und seit 1999 zu Pilsner Urquell. Über diese war sie von Oktober 2016 bis März 2017 Teil von AB-InBev.

## Uganda

### Nile Breweries, Jinja
Die Brauerei wurde 1951 in Jinja gegründet. 2001 wurde sie von SABMiller gekauft und ist damit seit 2016 Teil von AB-InBev.

### Nile Breweries, Mbarara
2013 eröffneten die Nile Breweries eine zweite Braustätte in Mbarara.

## Ukraine
Die ukrainischen Brauereien wurden vom Tochterunternehmen Sun InBev Ukraine(САН ІнБев Україна) betrieben. Sie sind heute Teil des Gemeinschaftsunternehmens AB InBev Efes. Im Zuge des Rückzugs aus dem Russlandgeschäft von AB-InBev wurde der Anteil am Gemeinschaftsunternehmen komplett an Efes verkauft. AB-InBev erwarb in diesem Zusammenhang die ukrainischen Brauereien von Efes.

### Brauerei Charkow
Die Brauerei in Charkow wurde 1989 als Hersteller von Erfrischungsgetränken gegründet. 1992 wurde das erste Bier produziert. Die Brauerei war Teil der Sun InBev sowie seit 2018 der AB InBev Efes Seit 2024 ist die Brauerei vollständig in Besitz von AB-InBev.

### Brauerei Mykolajiw
Die Brauerei in Mykolajiw wurde 1973 gegründet. Die Brauerei war Teil der Sun InBev sowie seit 2018 der AB InBev Efes Seit 2024 ist die Brauerei vollständig in Besitz von AB-InBev.

### Brauerei Tschernihiw
Die Brauerei in Tschernihiw wurde 1976 gegründet. Die Brauerei war Teil der Sun InBev sowie seit 2018 der AB InBev Efes Seit 2024 ist die Brauerei vollständig in Besitz von AB-InBev.

## Ungarn

### (Borsodi Sörgyár)
Die Brauerei in Bőcs wurde 1969 gegründet. 1993 übernahm Interbrew das Unternehmen. Über diese kam sie 2008 zu AB-InBev. 2009 verkaufte AB-InBev das Geschäftsfeld an Starbev, darunter auch die Brauerei in Bőcs.

### (Dreher Sörgyár)
Die Brauerei kam 2016 mit der Übernahme von SABMiller in den Besitz von AB-InBev. Durch Auflagen der EU-Kommission zur Fusion, musste das Central and Eastern Europe Business der ehemaligen SABMiller verkauft werden. Der Verkauf an Asahi Beer wurde zum 31. März 2017 abgeschlossen.

## Uruguay

### Fábricas Nacionales de Cerveza (FNC)
Die Brauerei hat ihren Sitz in Montevideo. Die einzige Produktionsstätte befindet sich in Minas.

## Vereinigtes Königreich
Bei der Fusion von Anheuser-Busch und InBev 2008 brachte InBev sein UK-Geschäft ein.

### Camden Town Brewery
Die 2010 gegründete Brauerei wurde 2015 von AB-InBev übernommen.

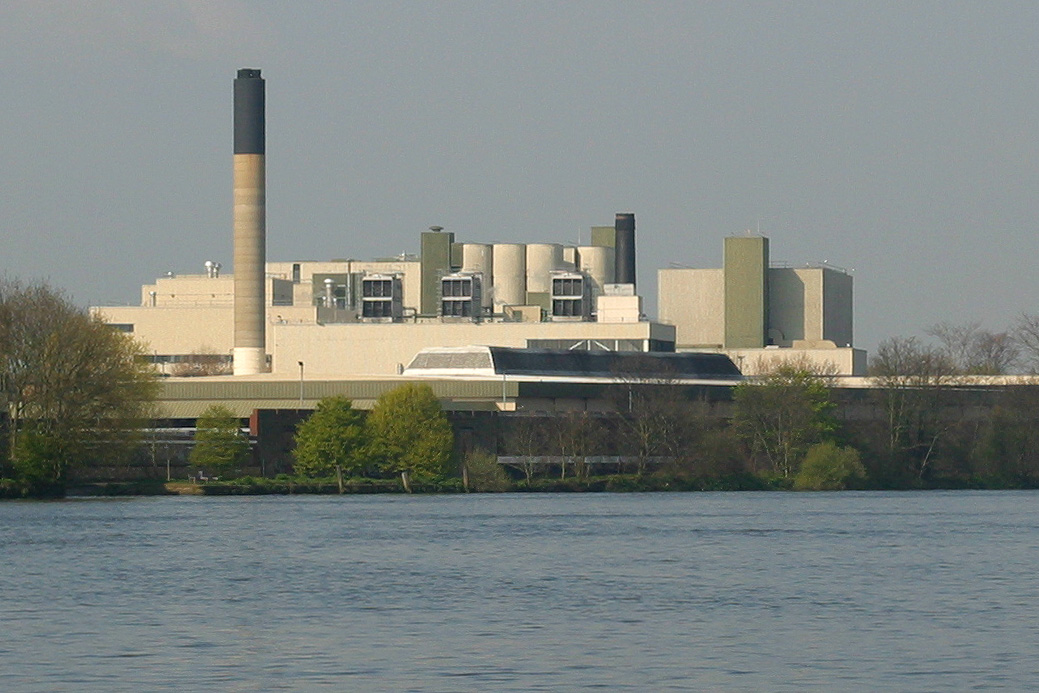
Stag Brewery

### Magor Brewery
Die Brauerei in Wales wurde 1979 errichtet.

### Samlesbury Brewery
Die Brauerei wurde 1972 errichtet.

### (Stag Brewery)
Die Stag Brewery im Londoner Stadtteil Mortlake wurde 1541 gegründet und 2015 geschlossen.

## Vereinigte Staaten
Größtes Tochterunternehmen in den Vereinigten Staaten sind die Anheuser-Busch Companies.

### (10 Barrel Brewing Co.)
Die Brauerei wurde 2006 in Bend (Oregon) gegründet. Im Herbst 2015 wurde das Unternehmen von AB-InBev gekauft. 2023 wurde die Brauerei mit verschiedenen weiteren US-amerikanischen Craft-Beer-Brauereien an Tilray verkauft.

### Anheuser-Busch, Brauerei Baldwinsville
Die Brauerei in Baldwinsville (New York) wurde 1976 von der Schlitz-Brauerei eröffnet. 1983 wurde sie von Anheuser-Busch übernommen.

### Anheuser-Busch, Brauerei Cartersville
Die Brauerei in Cartersville (Georgia) wurde 1993 eröffnet.

### Anheuser-Busch, Brauerei Columbus
Die Brauerei in Columbus (Ohio) wurde 1968 eröffnet.

### Anheuser-Busch, Brauerei Fairfield
Die Brauerei in Fairfield (Kalifornien) wurde 1976 eröffnet.

### Anheuser-Busch, Brauerei Fort Collins
Die Brauerei in Fort Collins (Colorado) wurde 1988 eröffnet.

### Anheuser-Busch, Brauerei Houston
Die Brauerei in Houston (Texas) wurde 1966 eröffnet.

### Anheuser-Busch, Brauerei Jacksonville
Die Brauerei in Jacksonville (Florida) wurde 1969 eröffnet.

### Anheuser-Busch, Brauerei Los Angeles
Die Brauerei in Los Angeles (Kalifornien) wurde 1954 eröffnet.

### Anheuser-Busch, Brauerei Merrimack
Die Brauerei in Merrimack (New Hampshire) wurde 1970 eröffnet.

### Anheuser-Busch, Brauerei Newark
Die Brauerei in Newark (New Jersey) wurde 1951 eröffnet.

### Anheuser-Busch, Brauerei Williamsburg
Die Brauerei in Williamsburg (Virginia) wurde 1972 eröffnet.

### Anheuser-Busch, Brauerei St. Louis
Die Brauerei in St. Louis (Missouri) wurde 1852 eröffnet und ist der Ursprung der Anheuser-Busch-Gruppe.

### (Appalachian Mountain Brewery, Boone)
Die Brauerei wurde 2013 in Boone in North Carolina gegründet. 2018 wurde die Brauerei von der Craft Brew Alliance übernommen, die selbst seit 2019 vollständig zu AB-InBev gehört. 2023 wurde die Brauerei an die ursprünglichen Eigentümer zurückverkauft.

### (Blue Point Brewing Company)
Die Brauerei wurde 1998 in Long Island (New York) eröffnet. 2014 wurde sie von AB-InBev übernommen. 2023 wurde die Brauerei mit verschiedenen weiteren US-amerikanischen Craft-Beer-Brauereien an Tilray verkauft.

### (Breckenridge Brewery, Breckenridge)
Die Brauerei wurde 1990 in Breckenridge (Colorado) gegründet. Seit Dezember 2015 ist sie Teil von AB-InBev. 2023 wurde die Brauerei mit verschiedenen weiteren US-amerikanischen Craft-Beer-Brauereien an Tilray verkauft.

### (Breckenridge Brewery, Littleton)
Im Sommer 2015 eröffnete die Breckenridge Brewery einen zweiten Produktionsstandort in Littleton (Colorado). 2023 wurde die Brauerei mit verschiedenen weiteren US-amerikanischen Craft-Beer-Brauereien an Tilray verkauft.

### Devils Backbone Brewing
Die Brauerei wurde 2008 in Roseland (Virginia) gegründet und im April 2016 von AB-InBev übernommen.

### Elysian Brewing Company
Die Brauerei wurde 1995 in Seattle (Washington) gegründet. Anfang 2015 wurde sie von AB-InBev übernommen.

### Four Peaks Brewing
Die Brauerei wurde 1996 in Tempe (Arizona) gegründet. 2015 wurde sie von AB-InBev übernommen.

### Golden Road Brewing
Die Brauerei ist in Los Angeles (Kalifornien) ansässig. Im September 2015 wurde sie von AB-InBev übernommen. Jährlich werden rund 45.000 Barrels (52.800 hl) Bier produziert.

### Goose Island Brewery
Goose Island wurde 1988 als Mikrobrauerei (Illinois) in Lincoln Park bei Chicago gegründet. 1995 wurde eine größere Brauerei in Chicago in Betrieb genommen. 2011 übernahm AB-InBev das Unternehmen.

### Karbach Brewing Company
Die Brauerei wurde 2011 in Houston (Texas) gegründet. Anfang November 2016 wurde sie von AB-InBev übernommen.

### (Redhook Brewery, Seattle)
Die Brauerei wurde 1981 in Seattle gegründet. 2007 fusionierte sie mit der Widmer Brothers zur Craft Brew Alliance. Von 1996 bis 2017 befand sich eine Brauerei in Woodinville. 2018 wurde die ebenso in den 1990ern eröffnete Braustätte in New Hampshire an Cisco-Brewers verkauft. Seither werden die Redhook-Biere im großen Maßstab nur noch in der Widmer-Brothers-Brauerei in Portland gebraut. In Seattle befindet sich noch ein kleiner Brewpub. Craft Beer Brewers wurde 2019 vollständig von AB-InBev übernommen. 2023 wurde die Brauerei mit verschiedenen weiteren US-amerikanischen Craft-Beer-Brauereien an Tilray verkauft.

### Wicked Weed Brewing
Die Brauerei mit Sitz in Asheville (North Carolina) wurde im Mai 2017 von AB-InBev übernommen.

### (Widmer Brothers, Portland)
Die Brauerei wurde 1984 in Portland gegründet. 2007 fusionierte sie mit der Redhook-Brewery zur Craft Brew Alliance. Diese wurde 2019 vollständig von AB-InBev übernommen. 2023 wurde die Brauerei mit verschiedenen weiteren US-amerikanischen Craft-Beer-Brauereien an Tilray verkauft.

### Wynwood Brewing, Miami
Die Brauerei wurde 2011 in Miami gegründet. 2016 übernahm Craft Brew Alliance 24,5 % der Anteile. 2018 wurde die Brauerei schließlich vollständig übernommen. Seit 2019 gehört die Craft Brew Alliance vollständig zu AB-InBev.

## Volksrepublik China
AB-InBev betreibt in der Volksrepublik China insgesamt 40 Produktionsstandorte. Darunter sind unter anderem:

### Fujian Sedrin Brewery
Die Brauerei mit Sitz in Putian (Provinz Fujian) wurde 1986 gegründet. 2005 wurde die Brauerei von InBev gekauft und gehört seit 2008 zu AB-InBev.

### Harbin Brauerei
Die Brauerei wurde 1900 in Harbin (Provinz Heilongjiang) gegründet. 2004 wurde sie von Anheuser-Busch übernommen und gehört seit 2008 zu AB-InBev. Vorausgegangen war eine Übernahmeschlacht mit SABMiller.

### Putian Brauerei
Im Dezember 2017 wurde eine weitere Brauerei in Putian eröffnet. Die Brauerei hat eine Kapazität von 15 Mio. hl. jährlich.

### Zhujiang Brauerei
Die Brauerei befindet sich in der Nähe von Guangzhou (Provinz Guangdong).